# Impaktní zima
Impaktní zima (nebo též kometární zima) je výrazný pokles teplot klimatu po dopadu asteroidu nebo komety na povrch planety. V případě dopadu asteroidu by záleželo na místě dopadu a jeho velikosti. Vlivem tryskového proudění, které obepíná celou planetu, by byl materiál průběžně transportován okolo celé planety, což by z dopadu asteroidu udělalo globální problém. V delším časovém měřítku pak může dojít k oteplení klimatu. To se pravděpodobně stalo (na několik let) i na konci křídy před 66 miliony let. Dlouhodobější vliv na klima nebyl pozorován. Asteroid střední velikosti (půl kilometru) by podle simulace ochladil Zemi o 4 °C, ale následné oteplení nenastane, jen se za několik jednotek let vrátí teplota do normálu.

## Asteroid Chicxulub
Diskutuje se, zda dinosaury na konci křídy před 66 miliony let nevyhubil právě drastický pokles teplot po dopadu asteroidu, který vytvořil Chicxulubský kráter. Podle některých novějších modelů skutečně tou dobou došlo k několik desetiletí trvajícímu drastickému poklesu teplot až o 26 °C. Vypočtené ochlazení odpovídá uvolnění 100 Gt síry, ale i předpokládanému nárůstu koncentrace uhličitého o 540 ppm. Mohlo to být ale i větší množství síry, které závisí i na kompozici hornin dopadu. Ovšem důvodem může být spíše tma. Vymírání na konci křídy mohl způsobit i vulkanismus (Dekánské trapy). Impaktní zima může být důvodem některých dalších hromadných vymírání v dějinách planety Země.